# 昂罗语
昂罗语 (（中文）; Hhaqlol, IPA: ɣa21 lo55)是一种在中国云南省金平苗族瑶族傣族自治县和元阳县(包括新街镇)使用的彝语南部方言。
昂罗语分布在元阳县四个乡：新街乡、黄茅岭乡、攀枝花乡和牛角寨乡(杨六金&卢朝贵2011)。
昂罗语被张佩芝(1998)和杨六金&卢朝贵(2011)记录。它和同样可用Angluo和Gehe称呼的格活语不同。